# Equitabilità
In ecologia l'equitabilità esprime il grado di omogeneità col quale gli individui sono distribuiti nelle varie specie che compongono una comunità.
L'indice di equitabilità J di Pielou prende in considerazione la modalità di distribuzione dei singoli individui nelle varie specie.
L'equitabilità è data dalla:
{\displaystyle J={\frac {H'}{log_{2}S}}}
dove: 
H' è il valore dell'Indice di diversità di Shannon-Wiener
S è il numero di specie presenti nella data comunità
L'equitabilità tende a 1 quanto più gli organismi sono distribuiti uniformemente tra le specie. Tende a 0 quanto più alcune specie dominano numericamente sulle altre.